# بابلو غابريل توريس
بابلو غابريل توريس (بالإسبانية: Pablo Gabriel Torres)‏ (10 مارس 1984 في الأرجنتين - ) هو لاعب كرة قدم أرجنتيني في مركز الهجوم. لعب مع كروز آزول.

## وصلات خارجية
- بابلو غابريل توريس على موقع قاعدة بيانات كرة القدم.إي يو (الإنجليزية)